# Ape (film)
Ape (styl. A*P*E kor. 킹콩의 대역습 King Kong eui daeyeokseup) – amerykańsko-południowokoreański film z 1976 roku w reżyserii Paul Ledera.

## Obsada
- Rod Arrants – Tom Rose
- Joanna Kerns – Marilyn Baker
- Alex Nicol – płk Davis
- Nak-hun Lee – kpt. Kim
- Yeon-jeong Woo – pani Kim
- Jerry Harke – por. Smith
- Larry Chandler – pierwszy oficer
- Walt Myers – marynarz
- J.J. Gould – żołnierz w jeepie
- Charles Johnson – amerykański turysta
- Paul Leder – Dino
- Choi Sung Kwan – producent filmowy
- Bob Kurcz – amerykański aktor
- Jules Levey – reporter